# Gilmore, Arkansas
Gilmore är en ort i Crittenden County i delstaten Arkansas, USA.